# Nairobi (hạt)
Hạt Nairobi là hạt nhỏ nhất ở Kenya. Theo điều tra dân số ngày 24 tháng 8 năm 1999, hạt này có dân số 2143254 người. Hạt Nairobi có diện tích 696 km². Hạt lỵ đóng tại Nairobi.